# Sōgo Ishii
Sōgo Ishii (jap. 石井聰互 Ishii Sōgo; ur. 15 stycznia 1957 w Hakata, Fukuoka) – japoński reżyser filmowy, wyróżniający się autorskim, zaskakującym wizualnie stylem.
Ishii urodził się w Hakata w prefekturze Fukuoka i uczęszczał do Nihon University College of Art. Tam, z pomocą przyjaciół i przy użyciu kamery 8 mm, nakręcił debiutancki krótki metraż Panic High School (jap. 高校大パニック), znany też pod dwoma innymi tytułami: The Solitude of One Man Divided by 880,000 oraz Charge! Hooligans of Hakata. Film opowiadał o buncie uczniów wobec władz szkoły, które nie chcą wziąć odpowiedzialności za samobójstwo jednego z uczniów. Przysporzył Ishiiemu dużą popularność i był wyświetlany w kinach.
Jako pracę zaliczeniową Ishii przedstawił film Crazy Thunder Road (jap. 狂い咲きサンダーロード) (1980), po raz kolejny zrealizowany z pomocą przyjaciół należących do gangów rowerowych. Film był połączeniem estetyki Mad Maxa i japońskiego Bōsōzoku. Wzbudził on zainteresowanie studia filmowego Toho, poprzez które - po przekopiowaniu z taśmy 16 mm na 35 mm - został rozesłany do kin. Film wzbudził wiele kontrowersji, a japońska komisja filmowa Eirin potępiła go za sposób przedstawiania przemocy.
W 1982 Ishii wyreżyserował Burst City (jap. 爆裂都市), stylowy film akcji o rowerowym gangu quasi-mutantów przyjeżdżających do miasta, by zorganizować protest przeciwko budowie elektrowni atomowej. W filmie wystąpili członkowie japońskich zespołów punkowych: The Roosters, The Rockers, The Stalin and Inu, i innych. Stał się przez to ulubionym reżyserem tej młodzieżowej subkultury w Japonii. 
W 1984 Ishii wyreżyserował swój jak dotąd najgłośniejszy film, The Crazy Family (jap. 逆噴射家族), którego tytuł dosłownie tłumaczy się raczej na "popieprzona rodzina". Ta brutalna satyra na japońskie życie rodzinne przedstawiała typową rodzinę (matka, ojciec, syn, córka i dziadek), przeprowadzających się do nowego mieszkania w Tokio. Doskonale ułożone życie rodziny załamie się na skutek rżnych czynników; córka ma obsesję na punkcie swojej kariery piosenkarki, matka tańczy na stole dla gości, syn okalecza się, by skoncentrować się przy nauce do sesji egzaminacyjnej, a ojciec wykopuje wielką dziurę w podłodze, znajduje gniazdo termitów i próbuje wszystkie wytruć. Film otrzymał Grand Prix na MFF Saruso.
Przez następną dekadę Ishii mniej reżyserował, nakręcił między innymi teledysk do utworu Einsturzende Neubauten Halber Mensch. W 1994 Ishii powrócił pełnometrażowym Angel Dust (jap. エンジェルダスト), o psycholog usiłującej wpaść na trop mordercy zabijającego co poniedziałek o godzinie 18 młode kobiety na stacji kolejki miejskiej Yamanote.
W 1995 Ishii nakręcił August in the Water (jap. 水の中の八月), o nastolatce, która w wyniku wypadku uzyskuje nadprzyrodzoną moc, i wykorzystuje ją, aby lepiej poznać cel swojego życia. W podobnym stylu był Labyrinth of Dreams (jap. 夢の銀河) z 1996, w którym konduktorka autobusu odkrywa, że kierowca może być seryjnym mordercą.
W 2000 do kin trafił Gojō-reisenki (jap. 五条霊戦記), samurajski epos łączący charakterystyczny, "hiperkinetyczny" styl filmowania Ishii'ego (przemoc, niespokojna kamera, szybki montaż) z nowym stylem w jego twórczości, bardziej statycznym i kontemplacyjnym. Efektowny obraz odmiennie potraktował legendę o mnichu-wojowniku (sōhei) Saitō Musashibō Benkei i Yoshitsune Minamoto, każąc im być śmiertelnymi wrogami ścierającymi się na moście w Kioto zwanym Gojō. Opinie na temat filmu w Japonii były podzielone.
W tym samym roku Ishii wyreżyserował obraz Electric Dragon 80.000 V. Czarno-biały, 50-minutowy, zrealizowany przy niskim budżecie obraz był powrotem do stylu pierwszych filmów reżysera. Opowiadał o dwóch herosach, Dragon Eye Morrisonie i Electric Buddha, których starcie ma miejsce nocą na ulicach Tokio. Po raz kolejny wystąpili aktorzy, wcześniej grający już w Gojō-reisenki: Tadanobu Asano i Masatoshi Nagase.
W 2003 Ishii ukończył Dead End Run, składający się z trzech nowel obraz poruszający na różne sposoby temat kresu życia. Ponownie w rolach głównych wystąpili Tadanobu Asano i Masatoshi Nagase.
Quentin Tarantino umieścił specjalne podziękowania dla Sōgo Ishii w napisach końcowych filmu Kill Bill.

## Filmografia
- 1978 Totsugeki! Hakata Gurentai, tytuł ang. Charge! Hooligans of Hakata
- 1978 Hachijū-hachi-man bun no ichi no kodoku, Solitude of One Divided by 880,000
- 1978 Koko dai-panikku, Panic in High School
- 1980 Kuruizaki sandā rōdo, Crazy Thunder Road
- 1981 Shuffle
- 1982 Bakuretsu-toshi, Burst City
- 1983 Ajia no gyakushu, Asia Strikes Back
- 1984 Gyakufunsha kazoku, The Crazy Family
- 1986 1/2 Mensch, 1/2 Man
- 1989 Shiatsu-ōja, The Master of Shiatsu
- 1989 Private 8mm Film Live Diary 81-86
- 1994 Angel Dust
- 1995 Mizu no naka no hachigatsu, August in the Water
- 1997 Yume no ginga, Labyrinth of Dreams
- 2000 Gojō-reisenki: Gojoe
- 2001 Electric Dragon 80.000 V
- 2003 Dead End Run
- 2004 Digital Short Films by Three Filmmakers 2004